# Cheval marin de Chiloé
Le cheval marin de Chiloé est une créature légendaire de la mythologie chilote. 

## Légende
Les chevaux marins de Chiloé auraient une apparence hybride, mi-hippocampe, mi-cheval, avec une crinière d'or, quatre pattes terminées en palmes natatoires et une puissante nageoire caudale. Ces êtres, de tailles allant d'un chien à un poney, seraient de couleurs jaune pâle à vert foncé et se nourriraient d'algues. Les Chilotes croient que ces êtres vivent dans la mer au large de la côte ouest de l'île de Chiloé et des îles environnantes. La particularité des chevaux marins de Chiloé est qu'ils ne se laissent voir que par les brujos de Chiloé, sorte de chamans, seuls à les utiliser comme montures pour atteindre le vaisseau fantôme légendaire appelé Caleuche. Les chevaux marins de Chiloé seraient défendus par le Millalobo, autre créature hybride née d'un lion de mer et d'une femme. Si les chevaux marins de Chiloé sont invisibles pour les personnes ordinaires, leur présence peut néanmoins être déduite du mouvement de la mer parmi les rochers.